# 불교연구회
불교연구회(佛敎硏究會)는 광무 10년(1906) 2월에 홍월초(洪月初)·이보담(李寶潭) 등이 관리서 폐지 이후 창립한 연구회이다. 원흥사에 본부를 두고 지방 각 사찰에 지부를 두었다. 이 불교연구회는 일본 정토종(淨土宗)의 영향을 받아 설립된 것으로서 정토종을 종지(宗旨)로 하였다.  그러나 이 회가 명진학교(明進學校)를 설립, 새로운 불교 교육기관을 이 땅에 만들었다는 것은 큰 공적이 아닐 수 없다. 초대 회장은 홍월초, 그 뒤를 이어 이보담이 회장이 되고 명진학교 교장(校長)을 겸직하였다.